# Бела-над-Цирохоу (район Снина)

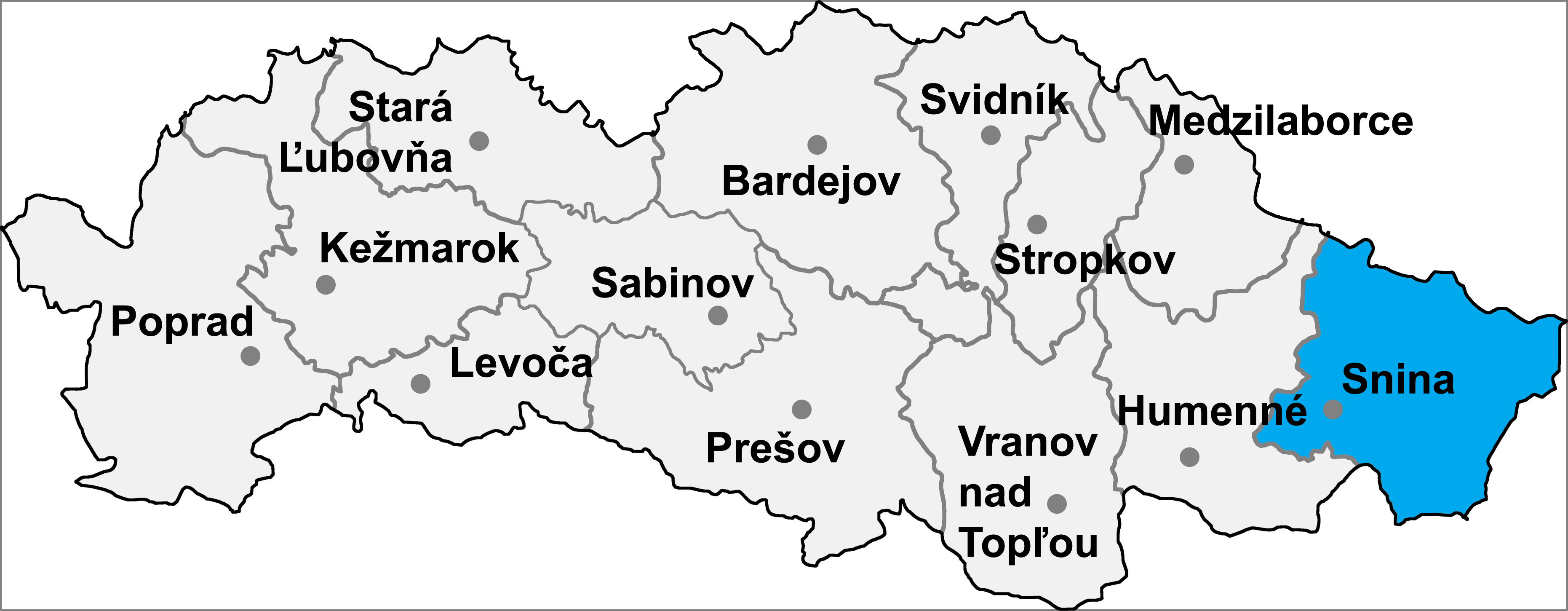
Район Снина на карте Прешовского края

Бела-над-Цирохоу  (словац. Belá nad Cirochou) — деревня в Снинском районе Прешовского края Словакии.
Расположена в северо-восточной части страны, недалеко от г. Снина. Находится на высоте 211 м над уровнем моря.
Впервые упоминается в 1451 году.

## Население
| Год:                | 1994 | 2004    | 2014    | 2024    |
| ------------------- | ---- | ------- | ------- | ------- |
| Количество человек: | 3165 | 3318    | 3348    | 3279    |
| Разница:            |      | +4,83 % | +0,90 % | −2,06 % |

Население на конец 2011 года — 3377 человек.